# José Luis Ibáñez
José Luis Ibáñez Tejero, (Novelda, España, 21 de abril de 2000) es un jugador de baloncesto español. Su puesto natural en la cancha es la de alero. Actualmente juega en el Hozono Global Jairis de la Liga LEB Plata.

## Trayectoria
Ibáñez es un jugador alicantino formado en la cantera del Club Baloncesto Lucentum Alicante. Después de su paso por la selección valenciana infantil, donde José Luis Ibáñez se alzó como el máximo anotador con 11,6 puntos, continuó con el título autonómico, donde hizo 13,7 puntos, 8 rebotes y 15 de valoración. Llegó después al campeonato de España, donde mantuvo los buenos resultados, así como en la selección española U14, donde consiguió bronce en el Torneo BAM de Eslovenia.
En 2015, tras destacar en categorías inferiores firma contrato por Unicaja Málaga para formar parte de su equipo juvenil.
En verano de 2017, el canterano hace la pretemporada con el primer equipo y completa la plantilla del primer equipo para disputar Euroliga.
En la temporada 2018-19 juega en las filas del Fundación Globalcaja La Roda de Liga LEB Plata, temporada en la que sufrió una grave lesión en la cabeza de la tibia que le apartarían 4 meses de la temporada. 
El 10 de agosto de 2019, firma por Iberostar Tenerife con el que realiza la pretemporada con el primer equipo. Durante la temporada 2019-20, es cedido al Real Club Náutico de Tenerife de Baloncesto de Liga EBA.
El 26 de agosto de 2020, firma por el Hozono Global Jairis de la Liga LEB Plata.

## Clubes
- Categorías inferiores. Club Baloncesto Lucentum Alicante.
- Unicaja Málaga (2018)
- Fundación Globalcaja La Roda (2018-2019)
- Real Club Náutico de Tenerife de Baloncesto (2019-2020)
- Hozono Global Jairis (2020-)

## Internacionalidad
- 2017. España. Medalla de plata en la Final del Europeo Sub-18 en Eslovaquia.[5]

## Palmarés y títulos
- Eurocup (1): 2017.